# اتنز (اوهایو)
اتنز (به انگلیسی: Athens) شهری در ایالت اوهایو کشور ایالات متحده آمریکا است که جمعیت آن در سرشماری سال ۲۰۱۰ میلادی، ۲۳٬۸۳۲ نفر بوده‌است. عمده شهرت این شهر به دلیل وجود پردیس دانشگاه اوهایو با بیش از ۳۶۸۰۰ دانشجو می‌باشد.